# United Alliance of Evil
De United Alliance of Evil (UAE) is een fictieve kwaadaardige organisatie uit de televisieserie Power Rangers. De organisatie werd al een keer genoemd in Power Rangers: Zeo, maar verscheen daadwerkelijk in Power Rangers in Space.

## Geschiedenis
Reeds in Mighty Morphin Power Rangers werd duidelijk dat hoewel Rita Repulsa de hoofdvijand was, er ook andere schurken in het universum waren die afwisten van elkaars bestaan. In deze serie kwamen later schurken bij waaronder Lord Zedd, Rito Revolto en Master Vile.
Aan het begin van Power Rangers: Zeo vertelde Zordon de Rangers dat het Machine Keizerrijk was losgebroken van de United Alliance of Evil om eigenhandig planeten te gaan veroveren.
In Power Rangers: Turbo bracht de Blue Senturion de rangers een bericht dat in de nabije toekomst al hun vijanden samen zouden spannen.
In Power Rangers in Space verzamelde Dark Specter alle oude vijanden van de Rangers uit de voorgaande seizoenen, samen met enkele nieuwe. Hoewel deze gezamenlijke groep schurken in de serie zelf geen naam kreeg, suggereerden veel fans van de serie dat dit de United Alliance of Evil was waar in Power Rangers: Zeo al over werd gesproken. Een van de UAE’s eerste daden was het aanvallen van de planeet Eltar en het gevangennemen van Zordon.
De grootste rol die de UAE speelde was aan het einde van Power Rangers in Space, toen ze een massale aanval openden op het universum. Bij dit gevecht kwam Dark Specter om en werd Astronema de nieuwe leider van de organisatie. De verschillende leden van de UAE lanceerden individueel hun aanvallen. Rita Repulsa en Lord Zedd vielen de Vice Melkweg aan en namen de Gouden Ranger gevangen. Het Machine Keizerrijk vocht tegen Blue Senturion en Phantom Ranger op diens thuisplaneet. Divatox en haar leger versloegen de Aquitian Rangers. Astronema leidde persoonlijk de aanval op de Aarde. Dit alles vond plaats in de aflevering Countdown to Destruction.
De UAE werd verslagen toen Andros, de Rode Space Ranger, Zordons energie capsule kapotsloeg en een energiegolf vrijliet die enkele UAE leden (Rita, Zedd, Divatox en Astronema) in gewone mensen veranderde, en alle andere leden tot stof deed vergaan. De enige leden die overleefden waren de Psycho Rangers en enkele generaals van het Machine Keizerrijk. Daarnaast zijn er enkele UAE leden wiens uiteindelijke lot niet werd onthuld, zoals Master Vile, Rito Revolto, Scorpina en Porto.

## Leden

### Dark Specter
Dark Specter (stem door Christopher Cho) staat in het universum bekend als de Grand Monarch of Evil. Hij had Zordon gevangen en absorbeerde langzaam zijn energie. Dark Specter was tevens de oprichter van de United Alliance of Evil. Toen bleek dat Andros had geïnfiltreerd bij de bijeenkomst van de UAE en van Dark Specters plannen wist, stuurde hij Astronema eropuit om hem en de andere Space Rangers te verslaan. Tevens liet hij Zordon steeds naar een andere locatie brengen om hem uit handen van de Rangers te houden.
In de finale van de serie, Countdown to Destruction, gaf Dark Specter het bevel tot de massale aanval op het universum. Hoewel de aanval voorspoedig liep, overleefde Dark Specter het niet. Hij werd gedood door Darkonda met een wapen dat eigenlijk voor de vernietiging van de Aarde bestemd was.
Dark Specter is vrijwel identiek aan de lava demon Maligore uit Turbo: A Power Rangers Movie. Zelfs Divatox erkende de gelijkenis tussen de twee. Dark Specters persoonlijkheid is gebaseerd op het personage Javious The First uit Denji Sentai Megaranger.

### Astronema
Astronema (gespeeld door Melody Perkins) staat in het universum bekend als Princess of Evil, Dark Princess of Space en Princess of Darkness. Ze is tevens een van de weinige vrouwelijke vijanden die de Rangers eigenhandig bevocht. Ze was ooit bekend als Karone, de zus van Andros. Ze werd als kind echter ontvoerd en door Ecliptor opgevoed tot de persoon die ze nu is.
Hoewel het Andros even lukte haar te overtuigen wie ze werkelijk was, nam Dark Specter haar weer in zijn macht. Dat deed hij door middel van cybernetische implantaten die haar geest onderdrukten. Ze werd pas weer zichzelf na Zordons energiegolf.

### Ecliptor
Ecliptor (stem gedaan door Lex Lang) is Astronema’s tweede bevelhebber. Hij is een sterke krijger die zelfs Andros aankon. Hij vecht altijd met een zwaard dat ook elektriciteit kan afvuren. Hij kan tevens een duplicaat van zichzelf maken genaamd een Cyber Shadow.
Ecliptor was gebouwd, niet geboren, als een wezen van het kwaad. Hij kreeg de opdracht de gevangen Karone op te voeden tot Astronema. Hoewel Ecliptor deze bevelen opvolgde, gaf hij ook om haar veiligheid. Hij zag Astronema zowel als zijn meester en als zijn dochter.
Ecliptor werd eenmaal vernietigd door de Astro Megazord, maar weer herbouwd in een sterkere vorm.
Ecliptor was een rivaal van Darkonda. De twee kunnen fuseren tot een wezen genaamd Darkliptor. In deze fusie is Darkonda de dominante persoonlijkheid, maar Ecliptor kan als hij sterk genoeg is de fusie opheffen. Ecliptor heeft Darkonda driemaal gedood.
Toen Astronema overliep naar de kant van de Rangers, verdedigde Ecliptor haar tegen zijn eigen troepen. Hij werd beschuldigd van verraad en gevangen door Darkonda. Net als Astronema werd hij door Dark Specter weer onder zijn controle geplaatst. Ecliptor kreeg zelfs een extra sterke rode vorm, waarin hij de Delta Megazord vernietigde nog net voor zijn kracht weer verdween.
In Countdown to Destruction werd Ecliptors liefde voor Astronema nogmaals benadrukt toen Andros haar per ongeluk doodde. Ecliptor stierf uiteindelijk zelf door Zordons’ energiegolf.
Ecliptor was een van de weinige vijanden uit Power Rangers met de “nobele schurk” persoonlijkheid.

### Darkonda
Darkonda was een premiejager van een onbekende planeet. Zijn stem werd gedaan door Steve Kramer. Hij was de eerste “verraderlijke” vijand uit een power Rangers serie, die vooral zijn eigen doelen nastreefde en alleen met andere vijanden samenwerkte als hem dat uitkwam. Hij was het die jaren geleden Karone ontvoerde van KO-35 en haar naar Ecliptor bracht. Wanneer hij voor het eerst opduikt in de serie sluit hij zich aan bij Astronema, maar houdt zich achter haar rug om met zijn eigen zaken bezig. Dit veroorzaakt een grote rivaliteit tussen hem en Ecliptor.
Darkonda was een alien met meerdere levens. In de serie stierf hij meerdere malen, maar keerde altijd terug. Hij hield elke “dood” bij op een rol papier die hij bij zich droeg. In Countdown to Destruction had hij nog een leven over. Hij verloor dit laatste leven bij zijn grootste vorm van verraad. Hij vermoordde Dark Specter met een wapen dat eigenlijk voor de Aarde bestemd was. Dark Specter was nog net voor zijn dood in staat Darkonda met schip en al te verslinden.
Darkonda stierf gedurende de serie negen keer. Het is niet bekend of hij voor aanvang van PRIS al levens had verloren.

### Psycho Rangers
De Psycho Rangers waren vijf kwaadaardige robotische Power Rangers onder bevel van Astronema. Iedere Psycho Ranger was speciaal gemaakt om zijn Power Ranger tegenhanger te vermoorden. Ze konden de gedachten van hun tegenstanders lezen om zo al hun vechttechnieken te leren. Dit maakte hen tot vrijwel onoverwinnelijke tegenstanders. Uiteindelijk was het T.J. Johnson die ontdekte hoe ze de Psycho’s konden verwarren en verslaan. Het feit dat ze speciaal waren geprogrammeerd om een bepaalde Ranger te verslaan maakte dat ze in het nadeel waren tegenover een andere Ranger.
Elke Psycho Ranger had naar zijn/haar rangervorm ook een monsterlijke vorm. Normaal onthulden ze deze pas als ze bijna verslagen waren of tot enorm formaat groeiden, maar later bleek dat ze ook op commando heen en weer konden veranderen.
De Psycho Rangers’ krachten waren verbonden met die van Dark Specter. Astronema deed dit met opzet omdat door deze connectie Dark Specter zou verzwakken iedere keer als de Pscyho’s vochten. Dit zou hem uiteindelijk zwak genoeg hebben gemaakt voor Astronema om hem uit de weg te ruimen en zijn positie in te nemen. De Psycho’s waren zeer ongeduldig en weigerden haar plan uit te voeren. Daardoor werden ze verslagen voordat Dark Specter genoeg verzwakt was. De Psycho’s werden echter weer tot leven gebracht, maar door de Rangers via een speciale machine in digitale kaarten veranderd.
De Psycho’s keerden echter weer terug in Power Rangers: Lost Galaxy, waarin Deviot de kaarten wist te bemachtigen en de Psycho’s weer terugveranderde. De meeste Pscyho Rangers werden vervolgens voorgoed vernietigd door de gecombineerde krachten van de Space Power Rangers en de Galaxy Power Rangers. Alleen de Roze Psycho Ranger overleefde ook dit gevecht. Het laatste gevecht met haar kostte de Roze Galaxy Ranger, Kendrix Morgan, het leven.

### Leden uit vorige seizoenen
| Mighty Morphin Power Rangers - Rita Repulsa - Lord Zedd - Goldar - Rito Revolto - Master Vile |  | Power Rangers:Zeo - Machine Keizerrijk - Koning Mondo - Koningin Machina - Prins Sprocket - Klank & Orbus |  | Power Rangers: Turbo - Divatox - Elgar - Generaal Havoc - Rygog - Porto |

## Monsters

### Astronema's monsters
Dit zijn de monsters die door Astronema worden gebruikt in haar pogingen de Rangers te verslaan.
| - Electrotramp - Clawhammer - Voltage Hog - Elephantitan - Waspicable - Sting King - Crocovile - Destructipede - Powerdriller - Fearog I - Behemoth I |  | - Mamamite - Termitus - Barillian Bug - Darkliptor - Mutantrus - Body Switcher - Lunatick - Crocotoxes - Praying Mantis - Destructoid - Horror Bull |  | - Coralizer - Lizwizard - Batarax - Spikey - Frightwing - Owl Monster - Datascammer - Jakarak - Vacsacker - Tankenstein |

### Countdown to Destruction
Tijdens de aflevering Countdown to Destrucion werden tientallen monsters uit PRIS en voorgaande seizoenen “hergebruikt” voor de gevechtsscènes. Ook monsters uit andere tokusatsu-series werden gebruikt, waaronder uit Beetleborgs.
| - Rita Repulsa en Lord Zedd's leger: - Goldar - Finster - Squatt - Z-Putties - Electrotramp - Blue Globbor - Jellyfish - Pumpkin Rapper - Punch-A-Bunch - Psycho-Monster Blue - Octophantom - Oysterizer - Vampirus - Miss Chief - Stenchy - Sting King - Fearog - Fright Wing - The Craterite Conglomerate - The Black Knight Ghost uit Scooby-Doo 2: Monsters Unleashed. - Wild Weeder - The second Horror Bull - Snizard - Altor - Stag Beetle - Termitus - Pineoctopus - Two-Headed Parrot - Mutantrus the Darkonda Spawn - Ravenator - Psycho Monster Red - Admiral Abominator - Destructipede - Cardiatron - een overgeschilderde Pirantishead. - Zhane's "death" monster - een naamloos monster uit "Alien Rangers of Aquitar (1)" - 2 nooit gebruikte Megaranger monsters. - een nooit gebruikt Kakuranger monster - een monster uit de serie B-Fighter Kabuto. - De Beetleborgs-monsters Aqualungs, Cataclazmic, Changeling, Kombat Knat, LottaMuggs, Porkasaurus, Torch Mouth, en Ultra Vulture |  | - Het Machine Keizerrijk: - General Havoc - Cogs - Eye Guy - Goo Fish - Two-Headed Parrot - Dramole - Slippery Shark - Turbanshell - Psycho-Monster Red - Owl Monster - Mace Face - Incisorator - Shrinkasect - Destructipede - Mamamite - Fearog - Coralizer - Crocotox Red - Waspicable - Oysterizer - Termitus - Clawhammer - Voltage Hog - Altor - Soccadillo - Pharaoh - Lizwizard - Lunatick - Face Stealer - Terror Tooth - Stag Beetle - Spikey - Een zwarte versie van Robogoat - Een naamloos monster uit Alien Rangers Of Aquitar (1) - Een nooit gebruikt Megaranger monster. - Beetleborgs-monsters Aqualungs, Kombat Knat, Triplesaurus Rex en Unctuous |  | - Divatox's leger: - Rygog - Piranhatrons - Wolfgang Amadeus Griller - Psycho-Monster Blue - Vacsacker - Katastrophe the Cat Monster - Maniac Mechanic - Silo - Admiral Abominator - Mutantrus the Darkonda Spawn - Tough Tusks - Guitardo - Translucitor - Psycho-Monster Yellow - Een naamloos monster - Een nooit gebruikt Kakuranger monster. - Twee monsters uit B-Fighter Kabuto. - Beetleborgs-monsters Crimson Creep, Furocious, and LottaMuggs |

## Overig
- Quantrons: Astronema’s soldaten. De Quantrons zijn robots met grote zwaardachtige wapens (Q-swords). De Quantrons zijn voor de Amerikaanse serie bedacht en hebben geen Super Sentai tegenhangers.
- Velocifighters: ruimteschepen bestuurd door de Quantrons.
- Pirahnatrons: de soldaten van Divatox. Komen in verschillende afleveringen voor.
- Craterites: deze wezens bestaan normaal alleen in het simulatieprogramma dat de Rangers gebruiken voor training. Een blikseminslag in het Astro Megaship maakte dat een groot aantal naar de “echte wereld” werden gehaald. De vele craterites kunnen combineren tot een enrome versie die uiteindelijk werd vernietigd door de Astro Megazord. De Craterites zijn gebaseerd op de Kunekune uit Denji Sentai Megaranger.
- Z-Putty Patrollers: de soldaten van Rita en Zedd, gezien in de finale finale.
- Cogs: de soldaten van het Machine Keizerrijk, gezien in de finale.